# Подруги будь-коли
Подруги будь-коли (англ. Best Friends Whenever) — американський ситком, розроблений для каналу Disney Channel, створений Джедом Еліноффом і Скоттом Томасом.

## Сюжет
Сід і Шелбі найкращі подруги, які живуть в одному домі, бо батьки Сід на археологічних розкопках в Перу і через помилку їх друга Баррі, вони мають можливість подорожувати в часі.

## Список серій

### 1 сезон(2015—2016)

#### Перша частина
| Номер серії | Назва серії                                                      | Режисер(и)      | Сценарист(и)             | Показ в США     | Код серій | Перегляди |
| --- | ---------------------------------------------------------------- | --------------- | ------------------------ | --------------- | --------- | --------- |
| 1 | «A Time to Travel» «Час подорожувати»                            | Шеллі Дженсен   | Джед Елінофф Скотт Томас | 26 червня 2015  | 101       | 3.54      |
| Сід і Шеблі випадково отримали можливість подорожувати у часі, коли увімкнули прилад свого друга-винахідника Баррі.                                                |                                                                  |                 |                          |                 |           |           |
| 2 | «A Time to Cheat» «Час, щоб збрехати»                            | Шеллі Дженсен   | Джед Елінофф Скотт Томас | 12 липня 2015   | 102       | 2.02      |
| Щоб пройти тест Сід і Шелбі викрали його з майбутнього і тепер у Шелбі почалась алергія від хвилювання.                                                            |                                                                  |                 |                          |                 |           |           |
| 3 | «A Time to Say Thank You» «Час сказати спасибі»                  | Шеллі Дженсен   | Майкл Каплан             | 19 липня 2015   | 103       | 1.96      |
| Сід хоче приготувати для сім'ї Маркус особливе спасибі за гостинність, а тим часом Баррі подумав, що образив Роналдо своїм спасибі.                                |                                                                  |                 |                          |                 |           |           |
| 4 | «A Time to Jump and Jam» «Час для стрибка і викривлення»         | Шеллі Дженсен   | Деббі Вульф              | 26 липня 2015   | 104       | 2.01      |
| Сід захотіла повернутися в час піци бурітто, коли їх ще не заборонили, але Шелбі не хоче туди повертатися, бо в неї там є таємниця.                                |                                                                  |                 |                          |                 |           |           |
| 5 | «A Time to Rob and Slam» «Час дізнатися правду про Роба»         | Шеллі Дженсен   | Джим Хоуп                | 9 серпня 2015   | 105       | 1.87      |
| Новий партнер лабораторії Шелбі, Роб, не може припинити бути злим, через що дівчата подорожують назад в часі, щоб дізнатись, чому він такий.                       |                                                                  |                 |                          |                 |           |           |
| 6 | «The Butterscotch Effect» «Ефект повернення в часі»              | Шеллі Дженсен   | Стів Ярчак Шон Томас     | 16 серпня 2015  | 106       | 1.67      |
| Сід і Шелбі повертаються, щоб змінити минуле так, щоб Баррі міг зустріти свого наукового героя дитинства, але все іде не так.                                      |                                                                  |                 |                          |                 |           |           |
| 7 | «Shake Your Booty» «Струсніть своє взуття»                       | Віктор Гонзалез | Джед Елінофф Скотт Томас | 23 серпня 2015  | 107       | 2.03      |
| Дівчатам задають зробити звіт про еру дискотеки 1970-х, вони вирішують подорожувати назад і пережити все це на собі.                                               |                                                                  |                 |                          |                 |           |           |
| 8 | «Back to the Future Lab» «Назад в лабораторію майбутнього»       | Шеллі Дженсен   | Майкл Каплан             | 20 вересня 2015 | 108       | 2.09      |
| Сід і Шелбі виявляють ключ до розгадки майбутньої лабораторії і вона так чи інакше пов'язана з науковим ідолом Баррі, Джанет Смайт, яка також наймає батька Шелбі. |                                                                  |                 |                          |                 |           |           |
| 9 | «Cyd and Shelby's Haunted Escape» «Сід і Шелбі в пастці привида» | Віктор Гонзалез | Джим Мартін              | 4 жовтня 2015   | 109       | 2.18      |
| Сід і Шелбі телепортувалися за допомогою нового винаходу Баррі на Жахфестиваль, але згодом виявилося, що в нього є побічний ефект - він зробив їх привидами.       |                                                                  |                 |                          |                 |           |           |
| 10 | «When Shelby Met Cyd» «Як Шелбі зустріла Сід»                    | Віктор Гонзалез | Джим Хоуп                | 25 жовтня 2015  | 110       | 1.76      |
| Після подорожі в дитячий садок Сід і Шелбі почали ставати меншими і Баррі дізнався, що якщо це не зупинити то вони залишаться п'ятирічними назавжди.               |                                                                  |                 |                          |                 |           |           |

#### Друга частина
| 11 | «Cyd and Shelby Strike Back, Part 1» «Сід і Шелбі завдають удару у відповідь 1 частина» | Шеннон Флінн    | Шеллі Дженсен Стів Ярчак Шон Томас Джим Мартін | 27 листопада 2015 | 111 | 1.72 |
| Сід і Шелбі вирішили позбавитися від лабораторії майбутнього і зробили так, щоб творець лабораторії ніколи не додумалася до ідеї - створити Ґлобо ДіджиДайн.      |                                                                                         |                 |                                                |                   |     |      |
| 12 | «Cyd and Shelby Strike Back, Part 2» «Сід і Шелбі завдають удару у відповідь 2 частина» | Шеннон Флінн    | Шеллі Дженсен Стів Ярчак Шон Томас Джим Мартін | 27 листопада 2015 | 112 | 1.72 |
| Сід і Шелбі вдалося запобігти створенню Ґлобо ДіджиДайн, але тепер вони живуть нарізно і тепер вони хочуть зробити так, щоб все було, як раніше.                  |                                                                                         |                 |                                                |                   |     |      |
| 13 | «The Girls of Christmas Past» «Дівчата на минуле Різдво»                                | Девід Кендалл   | Кевін Енгелькінг Сара Джин Террі               | 6 грудня 2015     | 114 | 1.33 |
| 14 | «A Time to Double Date» «Час для подвійної дати»                                        | Роббі Кантрімен | Деббі Вульф                                    | 21 лютого 2016    | 113 | 1.64 |
| Щоб піти на різні важливі їм заходи одночасно, Сід і Шелбі скористалися машиною часу і знайшли там своє кохання, але через подорож у часі їх хлопці їх не знають. |                                                                                         |                 |                                                |                   |     |      |
| 15 | «Jump to the 50s» «Стрибок в 50-ті»                                                     | Шеллі Дженсен   | Лоні Стіл Состхенд                             | 20 березня 2016   | 115 | 1.61 |
| 16 | «Diesel Gets Lost in Time» «Дизель загублений в часі»                                   | Шеллі Дженсен   | Джим Хоуп                                      | 17 квітня 2016    | 116 | 1.55 |
| 17 | «Fight the Future, Part 1» «Боротьба з майбутнім 1 частина»                             | Шеннон Флінн    | Стів Ярчак Шон Томас                           | 8 травня 2016     | 117 | 1.33 |
| 18 | «Fight the Future, Part 2» «Боротьба з майбутнім 2 частина»                             | Джон Розенбаум  | Майкл Каплан                                   | 15 травня 2016    | 118 | 1.63 |
| 19 | «Fight the Future, Part 3» «Боротьба з майбутнім 3 частина»                             | Джон Розенбаум  | Джед Елінофф Скотт Томас                       | 22 травня 2016    | 119 | TBD  |